# Campionati africani di atletica leggera 2018 - 1500 metri piani femminili
La specialità dei 1500 metri piani femminili ai campionati africani di atletica leggera di Asaba 2018 si è svolta il 3 agosto allo Stadio Stephen Keshi.

## Risultati
| Class   | Atleta          | Nazione      | Tempo   | Note |
| ------- | --------------- | ------------ | ------- | ---- |
| Oro     | Winny Chebet    | Kenya        | 4:14.02 |      |
| Argento | Rababe Arafi    | Marocco      | 4:14.12 |      |
| Bronzo  | Malika Akkaoui  | Marocco      | 4:14.17 |      |
| 4       | Besu Sado       | Etiopia      | 4:15.74 |      |
| 5       | Winnie Nanyondo | Uganda       | 4:16.55 |      |
| 6       | Judy Kiyeng     | Kenya        | 4:17.26 |      |
| 7       | Mary Kuria      | Kenya        | 4:17.70 |      |
| 8       | Beatha Nishimwe | Ruanda       | 4:19.55 |      |
| 9       | Semira Mebrahtu | Eritrea      | 4:27.17 |      |
| 10      | Tsepang Sello   | Lesotho      | 4:27.64 |      |
| 11      | Carla Mendes    | Capo Verde   | 4:29.10 |      |
| 12      | Aminata Ngalula | RD del Congo | 4:31.69 |      |
| 13      | Rahel Daniel    | Eritrea      | 5:07.72 |      |
| N.D.    | Liliane Nguetsa | Camerun      | dns     |      |
| N.D.    | Axumawit Embaye | Etiopia      | dns     |      |
| N.D.    | Habiba Ghribi   | Tunisia      | dns     |      |